# Korkialuoto (klippa)
Korkialuoto är en ö i Finland. Den ligger i Finska viken och i kommunen Fredrikshamn i den ekonomiska regionen  Kotka-Fredrikshamn i landskapet Kymmenedalen, i den södra delen av landet. Ön ligger omkring 29 kilometer sydöst om Kotka och omkring 140 kilometer öster om Helsingfors. 
Öns area är 2 hektar och dess största längd är 210 meter i sydöst-nordvästlig riktning.